# Apogonia hirta
Apogonia hirta är en skalbaggsart som beskrevs av Moser 1913. Apogonia hirta ingår i släktet Apogonia och familjen Melolonthidae. Inga underarter finns listade i Catalogue of Life.